# Неділя (Ашаффенбург)

«Неділя» продається на вулиці у м. Ашаффенбург (фото з 1946 р.)

«Неді́ля» (нім. Ukrainische Zeitung «Nedila») — тижневик для українських біженців, який виходив із перебоями від грудня 1945 до 1949 року в Німеччині у містах Швайнфурт (нім. Schweinfurt) та Ашаффенбург. За відсутністю українських черенок виходив перший рік латинкою.
Редагував Г. Которович; серед співробітників та кореспондентів були: А. Курдидик, Т. Лапичак, М. Лівицький, С. Підгайний, С. Росоха, М. Стахів, І. Штуль-Жданович і А. Животко. Між 1950-56 роками з'являвся часопис неправильно у м. Аугсбург (нім. Augsburg).